# Międzynarodowa Formuła Master
| Międzynarodowa Formuła Master | Międzynarodowa Formuła Master |
| ----------------------------- | ----------------------------- |
| Kategoria                     | Wyścigi samochodowe           |
| Region                        | Europa                        |
| Pierwszy sezon                | 2005                          |
| Ostatni sezon                 | 2009                          |
| Nadwozie                      | Tatuus                        |
| Silnik                        | Honda 2.0                     |
| Ostatni mistrz kierowców      | Fabio Leimer                  |
| Ostatni mistrz zespołów       | JD Motorsport                 |

Międzynarodowa Formuła Master (oryg. International Formula Master; dawniej 3000 Pro Series oraz F3000 International Masters) – seria wyścigowa samochodów jednomiejscowych organizowana w latach 2005–2009 w Europie jako konkurent Formuły 3. Wyścigi towarzyszyły World Touring Car Championship podczas europejskich rund. Mistrzostwa rozgrywano na europejskich torach, m.in. Circuit de Pau-Ville, Brands Hatch, Masaryk Circuit, Circuito da Boavista oraz Autodromo Nazionale di Monza. Na określenie serii używano również nieoficjalnej nazwy Formuła Super 2000.

## Mistrzowie
| Sezon | Oficjalna nazwa serii        | Mistrz                         | Zespół                | Mistrz w klasie                             |
| ----- | ---------------------------- | ------------------------------ | --------------------- | ------------------------------------------- |
| 2005  | 3000 Pro Series              | Norbert Siedler / Max Busnelli | Draco Junior Team     | Iago Rego Rosende (Master Junior Formula)   |
| 2006  | F3000 International Masters  | Jan Charouz                    | Charouz Racing System | Daniel Campos-Hull (Master Junior Formula)  |
| 2007  | International Formula Master | Jérôme d’Ambrosio              | Cram Competition      | Isaac López Navarro (Master Junior Formula) |
| 2008  | International Formula Master | Chris van der Drift            | JD Motorsport         | Marcello Puglisi (Formula Master Italia)    |
| 2009  | International Formula Master | Fabio Leimer                   | JD Motorsport         | Alexander Rossi (Rookie of the year)        |